# Водораздел (Ставропольский край)
Водоразде́л — село в Андроповском районе (муниципальном округе) Ставропольского края России.

## География
Село расположено на водоразделе бассейнов Кумы (Каспийское море), Кубани (Азовское море) и Калауса, в 10 км северо-западнее районного центра Курсавка. Железнодорожная станция Водораздел на линии Армавир — Минеральные Воды. В 1 км южнее села проходит Большой Ставропольский канал.

## История
Хутор Рыбалкин при железнодорожной станции был образован переселенцами из сёл Красноярское и Казинка в 1918 году.
Во время голода 1933 года умерло до трети жителей села. На фронтах Великой Отечественной войны погибло 240 жителей села.
С августа 1942 года до начала 1943 года село было оккупировано немцами. С 1992 до 1994 года местный совхоз находился в ведении Министерства обороны РФ.
До 16 марта 2020 года село было административным центром муниципального образования сельское поселение Водораздельный сельсовет.

## Население
| 1939  | 1959  | 1970  | 1979  | 1989  | 1999  | 2002  |
| ----- | ----- | ----- | ----- | ----- | ----- | ----- |
| 987   | ↗1036 | ↗1197 | ↗1437 | ↗1503 | ↗1668 | ↘1470 |
| 2008  | 2010  | 2011  | 2014  | 2021  |       |       |
| ↘1408 | ↗1453 | ↗1457 | ↘1400 | ↘1340 |       |       |

По данным переписи 2002 года в национальной структуре населения преобладают русские (89 %).

## Инфраструктура
- Дом культуры[12]. Открыт 21 сентября 1970 года[13]
- Сельская библиотека. Открыта 27 мая 1937 года[14]
- В 1995 году село газифицировано
- В 1999 году пущен в эксплуатацию водопровод
- В юго-западной части села расположено общественное открытое кладбище площадью 16 тыс. м²[15].

## Образование
- Детский сад № 13 «Колокольчик»[16]
- Средняя общеобразовательная школа № 5[17]. Открыта 1 сентября 1926 года[18]

## Экономика
- СПК «Водораздельный» ЗАО концерна «Колиев-Продукт» (до 1999 г. совхоз «Водораздельный»)

## Памятники
- Братская могила танкового экипажа и 2 советских воинов, погибших в борьбе с фашистами. 1942—1943, 1952 годы[19]
- Мемориальный комплекс в честь погибших односельчан и воинов, освободивших село Водораздел от немецко-фашистских захватчиков в Великой Отечественной войне 1941—1945 годов. Открыт 9 мая 1991 года[18]